# Borgo San Dalmazzo

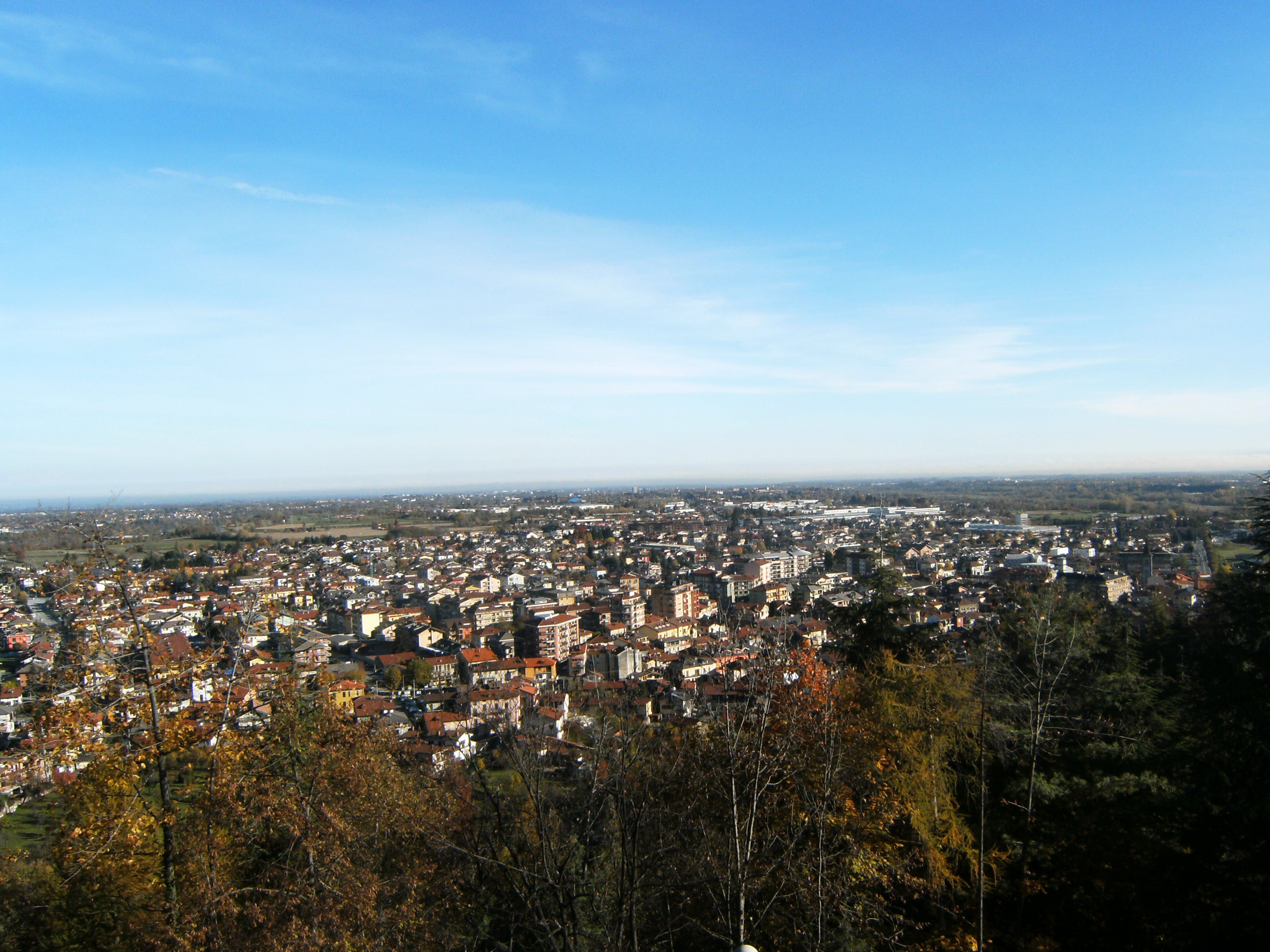
borgo san dalmazzo

Borgo San Dalmazzo (tiếng Occitan: Lo Borg Sant Dalmatz) là một đô thị tại tỉnh Cuneo trong vùng Piedmont của Italia, vị trí cách khoảng 80 km về phía nam của Torino và khoảng 8 km về phía tây nam của Cuneo. Tại thời điểm ngày 31 tháng 12 năm 2004, đô thị này có dân số 11.742 người và diện tích 22,2 km².
Borgo San Dalmazzo takes its name từ Saint Dalmatius of Pavia.
Đô thị Borgo San Dalmazzo có các frazioni (đơn vị cấp dưới, chủ yếu là các làng) Beguda, Madonna Brunavà Sant'Antonio Aradolo.
Borgo San Dalmazzo giáp các đô thị: Boves, Cuneo, Gaiola, Moiola, Roccasparvera, Roccavione, Valdierivà Vignolo.